# Edward Hyde

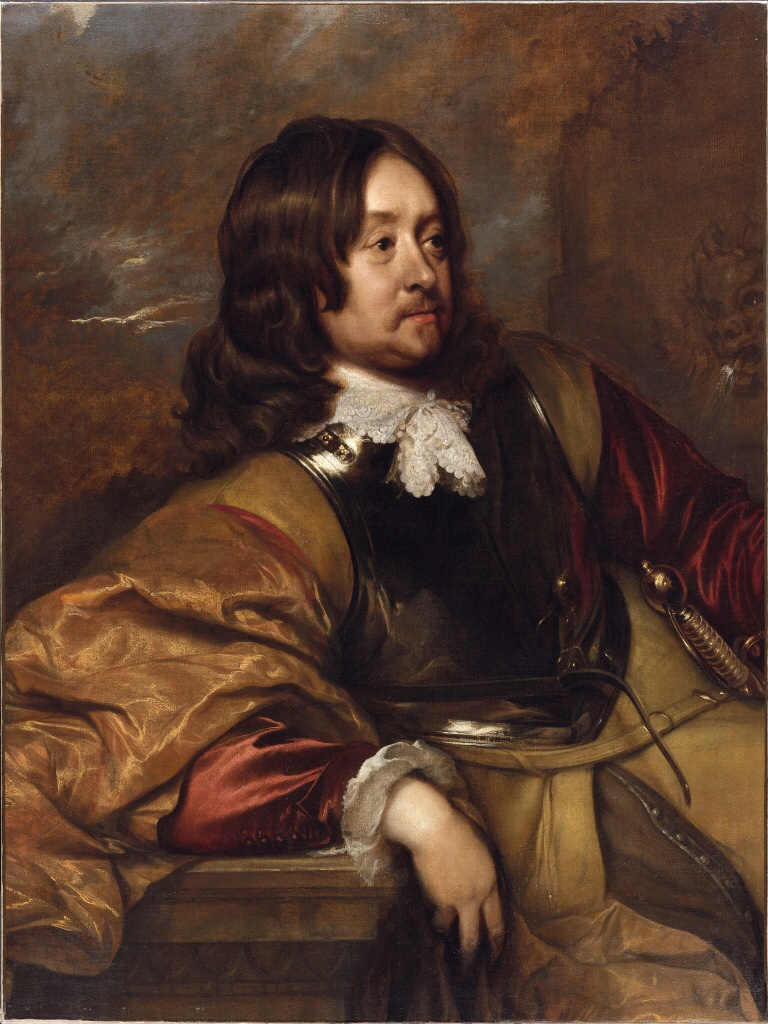
Edward Hyde door William Dobson (circa 1643).

Edward Hyde, graaf van Clarendon, (Dinton in Wiltshire, 18 februari 1609 - Rouen, 9 december 1674) was een Engelse magistraat en geschiedschrijver. Hij bekleedde een prominente positie tijdens de eerste jaren van de Restauratie onder Karel II van Engeland en was de politieke architect van het nieuwe beleid na de val van het regime van Cromwell.
Zijn oudste dochter Anna Hyde trad in november 1659 te Breda in de echt met de hertog van York, de latere koning Jacobus II, en werd de moeder van de koninginnen Maria II van Engeland en Anna van Groot-Brittannië. Zij stierf 10 april 1671.

## Jeugd
Hyde was de zoon van een welstellende heer in Wiltshire en werd opgeleid tot advocaat. Hij had een brede eruditie en een sterke belangstelling voor geschiedenis en filosofie. In zijn jeugd oefende de intellectuele kring van de Great Tew Circle een belangrijke invloed op hem uit, een groep prominente academici en geestelijken uit die tijd, die in een landhuis in Great Tew bijeenkwamen om te discussiëren. De eigenaar van dit huis, Lucius Cary, burggraaf Falkland, was een van zijn beste vrienden, maar sneuvelde in 1643. Met John Digby, earl van Bristol, kon hij het aanvankelijk goed vinden, al vond hij hem arrogant; later werd Bristol zijn vijand wegens zijn politieke onbetrouwbaarheid. De toneelschrijver Ben Jonson kende hij eveneens. Onder de hoede van zijn oom, Sir Laurence Hyde, studeerde hij aan de Middle Temple in Londen, waar de politicus Bulstrode Whitelocke een van zijn medestudenten was.
Op 4 februari 1632 huwde hij Anne Ayliffe, die vijf maanden later aan de pokken stierf. Deze Anne was de nicht van Barbara Palmer, de latere Lady Castlemaine. Door dit eerste huwelijk verwierf Hyde landerijen in Wiltshire. In 1634 hertrouwde hij met Frances Aylesbury, dochter van de baronet Thomas Aylesbury. Enkele maanden na dit tweede huwelijk overleed zijn vader.

## Parlementslid
Hij werd verkozen in het Short Parliament, dat in april en mei 1640 drie weken zetelde, als parlementslid voor Wootton Bassett. Karel I van Engeland wilde financiering voor zijn oorlog tegen de Schotse Covenanters, maar de parlementsleden deden vooral hun beklag tegen de heffing van ship money, een middeleeuwse belasting die Karel met zijn koninklijk prerogatief opnieuw had ingevoerd. Het Short Parliament werd opgeheven toen de koning zijn zin niet kreeg. In november 1640 zetelde Hyde namens Saltash in het Long Parliament. Hij was voorzitter van meerdere parlementaire comités die klachten van burgers tegen de kroon moesten beslechten. In een van deze comités haalde hij zich de woede van de toen nog obscure Oliver Cromwell op de hals, die hem vervolgens zijn hele leven bleef haten.
Hyde was een consequent gematigd figuur en een strikt legalist, die er niet voor terugschrok ook de uitwassen van Karels wanbeleid aan de kaak te stellen, wat Karel I blijkbaar kon waarderen. De koning had zijn toespraken opgemerkt en vroeg hem zijn persoonlijke adviseur te worden. In de aanloop naar de Engelse Burgeroorlog schreef Hyde dan ook voor Karel I de officiële antwoorden op vragen van het parlement. Tezamen met burggraaf Falkland en Sir John Culpepper verspreidde hij koningsgezinde propaganda. Met de koningin, Henriëtta Maria van Frankrijk, had Hyde een slechte verstandhouding; hij verdacht haar ervan dat ze haar kinderen katholiek wilde opvoeden en zij behandelde hem meestal hautain. Karel I daarentegen beschouwde Hyde als ‘de enige die ik kan vertrouwen’. 
Hyde was in 1642 aanwezig bij de slag bij Edgehill, de enige militaire handeling die hijzelf op het slagveld meemaakte. Tijdens deze veldslag beval Karel I hem, zich te ontfermen over de prins van Wales en hertog van York.

## Eerste ballingschap
Hij vluchtte toen de omwenteling zegevierde. Hyde fungeerde als mentor van de jonge Karel Stuart en begeleidde het hof in ballingschap op zijn trektocht door Europa. Op de Scilly-eilanden begon hij in 1646 te schrijven aan The History of the Rebellion, een project waaraan hij met tussenpozen een twintigtal jaar werkte. Karel I moedigde hem hierbij aan en zond hem manuscripten toe. Toen de oorlog voor de royalisten verloren was, woonde hij twee jaar op het eiland Jersey, waar hij de tijd doorbracht met schrijven, lezen en documenten verzamelen. De kroonprins wilde naar Frankrijk bij zijn moeder, waarop Hyde zijn taak als beëindigd beschouwde en tot nader order op Jersey bleef. In 1646 nam hij zijn intrek bij Sir George Carteret in het kasteel van Mont Orgueil. In juni 1648 riep de prins van Wales hem terug naar Parijs. Door de onthoofding van Karel I in januari 1649 werd de prins Karel II.
In 1649 en 1650 was Hyde ambassadeur in Madrid namens het hof in ballingschap. Zijn taak bestond erin, voor de royalistische zaak fondsen van Filips IV van Spanje los te weken, waarbij hij slechts matig succes boekte. Er brak een diplomatieke rel uit toen een personeelsid van Hyde in mei 1650 de ambassadeur van het Engelse Gemenebest, Anthony Ascham, in een taveerne in Madrid vermoordde.
In 1651, na de fatale slag bij Worcester, ontbood Karel II Hyde uit Spanje terug naar Parijs. Hij bleef verbonden aan de Privy Council gedurende de daaropvolgende jaren van armoede en doelloze omzwervingen door Duitsland en de Lage Landen. In 1653 schortte Cromwell het parlement op en regeerde hij Engeland voortaan als Lord Protector met dictatoriale bevoegdheden. Langzamerhand ondernamen enkele losse verzetsgroeperingen, zoals de Sealed Knot, slecht georganiseerde pogingen tot revolte, waaronder de opstand van Penruddock in maart 1655 waarbij de stad Salisbury enkele dagen in handen van royalisten viel. 
Na aanvallen door Cromwell op Spaanse koloniale bezittingen in de Caraïben verklaarde Spanje zich in april 1656 alsnog bereid, manschappen en wapens te leveren om de koningsgezinde factie in Engeland te ondersteunen. Daarop verhuisde het koninklijke hof van Keulen naar de Spaanse Nederlanden. Vanuit Antwerpen onderhield Hyde contacten met allerlei opstandige groeperingen in Engeland, ook met die waar hijzelf niet achter stond, zoals de Levellers. Hij trachtte Spanje ervan te overtuigen dat het Cromwell zonder veel moeite ten val kon brengen; het zou echter tot 1659 duren voordat de terugkeer van de Stuarts, na Cromwells dood, een enigszins realistisch idee werd.

## Beleid na de Restauratie
Karel II benoemde Hyde in 1658 tot Lord Chancellor. In juni 1659 werd Richard Cromwell door het leger afgezet, waarna het Rompparlement hersteld werd. Na een nieuwe staatsgreep door het leger in oktober 1659 verklaarde George Monck, generaal van het leger in Schotland, zich een tegenstander van het bewind. Monck marcheerde op naar Londen en liet vooralsnog niet in zijn kaarten kijken. Hyde wantrouwde hem, maar zag in dat Monck de spilfiguur was die hij nu te vriend moest houden. Hyde was het brein achter de Verklaring van Breda van 14 april 1660, waarmee Karel II een algemeen tolerantiebeleid voor aanhangers van andere godsdiensten dan het anglicanisme afkondigde (‘a liberty to tender consciences’). Beslissingen inzake compensaties voor royalisten die onteigend waren, werden uitgesteld naar een toekomstig, vrij verkozen parlement.
Hyde werd in 1660 kanselier van de Universiteit van Oxford, in 1661 pair en baron Hyde, burggraaf van Cornbury en earl (graaf) van Clarendon. Van dat jaar af wordt Sir Edward Hyde dan ook gewoonlijk ‘Lord Clarendon’ of kortweg ‘Clarendon’ genoemd. De beloften van de Verklaring van Breda stuitten op weerstand in het nieuwe Parlement der Cavaliers, dat gedomineerd werd door misnoegde koningsgezinden die onder Cromwell hun bezittingen verloren hadden en nu uit waren op wraak. In plaats van de tolerante beginselen werd in 1662 — tegen de zin van de pragmatische Karel — een reactionaire wet gestemd die ten onrechte als de Clarendon Code bekendstond. Hierdoor werd het onder anderen katholieken verboden, zich binnen een omtrek van vijf mijlen van een kerk te vestigen. Alleen voor de Engelse joden slaagde Karel erin, een officiële erkenning te forceren. Ofschoon Clarendon in feite niet de instigator van deze repressieve maatregelen was, werd zijn naam onlosmakelijk met de Clarendon Code verbonden.

## Val van Clarendon
Verschillende factoren droegen ertoe bij dat Clarendon in 1667 persona non grata werd. Ten eerste ontstond er persoonlijke wrevel tussen Clarendon en Karel II. De kanselier was altijd een man van sterke principes geweest, die geen blad voor de mond nam en zijn mening steeds rechtuit ventileerde, op het brutale af; tijdgenoten vonden hem verwaand. Zijn persoonlijkheid bracht hem in conflict met de hertog van Buckingham, een favoriet en jeugdvriend van de koning, alsook met Barbara Palmer, de voornaamste minnares van de koning en de tante van zijn eerste vrouw Anne. In de jaren 60 van de zeventiende eeuw was Hyde op het hoogtepunt van zijn macht, maar de koning, die in de dertig was, kon steeds minder verdragen dat zijn adviseur hem als een kind behandelde. Langzamerhand bekoelde de verstandhouding tussen Karel en Clarendon, en het fiasco van de Tweede Engels-Nederlandse Oorlog bood een handig voorwendsel om Clarendon opzij te schuiven. De kliek rond Buckingham poogde Clarendon, met valse beschuldigingen van corruptie, wegens hoogverraad aan te klagen.
De zaak-Frances Stewart was een andere factor. In 1667 was duidelijk dat koningin Catharina van Bragança geen kinderen zou baren, waardoor automatisch de kinderen van Karels broer Jacobus in aanmerking voor de troon kwamen. Jacobus had in 1659 Clarendons dochter Anna Hyde zwanger gemaakt, waarop Karel zijn broer had bevolen met haar te trouwen. Clarendon was tegen dit huwelijk gekant, niet het minst omdat hij een overtuigd anglicaan was en de katholieke sympathieën van de hertog een publiek geheim waren. Hij verklaarde dat hij nog liever had dat zijn dochter de ‘hoer’ van Jacobus werd. Het betekende tevens dat Clarendon voortaan de facto tot de koninklijke familie behoorde, wat koren op de molen van zijn vijanden was. 
Karel II onderzocht mogelijkheden om van Catharina te scheiden en in haar plaats Frances Stewart te huwen, waarvoor hij te rade ging bij Clarendons oude vriend Gilbert Sheldon, aartsbisschop van Canterbury. Karel was verliefd op haar, maar zij ging niet op zijn avances in en kreeg een huwelijksaanzoek van haar neef, de hertog van Richmond. Clarendon zou Frances aangeraden hebben een dergelijk aanbod niet zomaar te negeren en zij trouwde uiteindelijk met hem, wat Karel II zijn kanselier uiterst kwalijk nam.
Bewaard is een kopie van een opmerkelijke brief van Clarendon aan Karel II, gedateerd op 16 november 1667, waarin hij onder andere het gerucht ontkent dat hij op de hoogte was van Frances Stewarts huwelijksplannen.

De vergrijpen waarvan ik beticht word, met hoeveel vuur ze ook worden nagejaagd, en in hoogst ongebruikelijke omstandigheden, beangstigen mij niet in het minst. God weet dat ik in iedere bijzonderheid daarvan zo onschuldig ben als ik behoor te zijn. [...] Ik zou in vrede sterven [...] indien ik de reden kon weten of raden van Uw ongenoegen. [...] Weze het om iets wat Lord Berkley gemeld heeft [...], dan ben ik onschuldig in die hele aangelegenheid, en ik verstrekte niet meer advies, raad of goedkeuring dan een ongeboren kind zou kunnen doen; hetgeen Uwe Majesteit ooit geloofde. [...] En dit, zo verzeker ik Uwe Majesteit, is zo waar als dat ik op de hemel hoop, alsook dat ik Uwe Majesteit mijn leven lang nooit moedwillig beledigd heb; en ik smeek U op mijn knieën om vergiffenis voor eventuele, al te stoutmoedige of brutale uitdrukkingen die ik ooit jegens U gebezigd heb, waarvan ik zeker ben dat ze – als zijnde een natuurlijke ziekte onder oude dienaars van wie te veel gedoogd werd – steeds ontsproten aan de toewijding en warmte van de oprechtste genegenheid en het oprechtste plichtsbesef.
Ik hoop dat Uwe Majesteit gelooft dat, door toedoen van deze scherpe kastijding die ik ontvangen heb van de joviaalste en vrijgevigste meester ter wereld [...], deze wereld het mij toereikend zwaar te moede heeft gemaakt, en dat ik noch de aanmatiging noch de waanzin bezit om mij in te beelden of te verlangen dat ik ooit opnieuw tot een functie of tot een vertrouwenspositie word toegelaten. Doch ik verzoek Uwe Majesteit allerdeemoedigst, bij de gedachtenis van Uw vader [...], dat U middels Uw koninklijke macht en bemiddeling een eind zult stellen aan deze agressieve vervolging van mij [...], maar dat ik het korte leven dat mij nog rest in een of ander overzees gebied mag doorbrengen om nimmermeer terug te keren [...].

Karel II las deze brief aandachtig, verbrandde hem en verwonderde zich dat zijn kanselier niet gewoon wegging.

## Tweede ballingschap
Ten slotte uit zijn ambten ontslagen en verbannen, nam hij de wijk naar het koninkrijk Frankrijk, waar zijn benijders en belagers hem nog niet met rust lieten. In Montpellier voltooide hij The History of the Rebellion. Hij stierf wellicht op 9 december 1674 te Rouen. Het machtsvacuüm dat hij aan het Engelse hof had achtergelaten, werd opgevuld door de leden van het zogeheten CABAL-kabinet, die de koning naar eigen goeddunken tegen elkander uit kon spelen. 
Hyde was zwaarlijvig en leed aan verlammende aanvallen van jicht. In zijn laatste jaren had hij de ondersteuning van twee mannen nodig om te kunnen lopen. Ook toen hij nog kanselier was, werd hij door jicht soms wekenlang aan zijn bed gekluisterd. Dit betekende tevens dat hij slechts langzaam kon reizen, tot frustratie van de gezant van de Franse koning die de opdracht had hem te begeleiden. Op 23 april 1668 overnachtte hij in een herberg in Évreux. In dit stadje was een regiment Engelse soldaten gevestigd, die reeds maandenlang geen soldij meer ontvangen hadden. Toen zij vernamen dat de oud-kanselier in de buurt was, koelden zij hun woede op hem. De Ierse officier Edward Howard brak met enkele medestanders in Clarendons kamer in en sleurde hem naar het dorpsplein, met de bedoeling hem ter plekke te vermoorden. Clarendon kon op het laatste nippertje gered worden en kreeg voortaan een lijfwacht van tien gewapende mannen. Drie van de aanvallers werden op 4 mei 1668 opgehangen.
Clarendon kreeg nooit meer toestemming naar Engeland terug te keren. Aanvankelijk was ook briefwisseling met zijn familie verboden. Mettertijd verbeterden de betrekkingen tussen Karel en zijn gewezen kanselier enigszins; zijn zoon Laurence kreeg toestemming hem in Frankrijk te bezoeken en bracht hem de manuscripten mee van de diverse boeken waaraan hij werkte. Clarendon schreef onder meer nog commentaren op de psalmen en een reactie op Leviathan van Thomas Hobbes, met wiens filosofie hij het niet eens was. Zijn laatste brief aan zijn dochter Anna bereikte Engeland pas na haar dood.
Toen Clarendon op zijn sterfbed lag, stuurde Karel II een van zijn artsen naar Frankrijk, die een Latijns verslag van zijn laatste weken schreef. Volgens Anthony Wood overleed hij op 9 december 1674, wat door alle latere geschiedschrijvers overgenomen werd; Ollard (1988) oppert daarentegen dat het 11 december Oude Stijl, dat wil zeggen 21 december Nieuwe Stijl was. Hij werd op 4 januari 1674 Oude Stijl bijgezet in Westminster Abbey bij zijn moeder en tweede echtgenote.

## Werken
Klassiek is zijn History of the rebellion and civil wars in England (3 delen, Oxford, 1702; meest volledige editie, Londen, 1826). Dit boek bevat gedetailleerde beschrijvingen van veldslagen en Spaanse stierengevechten, benevens uitgebreide karakterschetsen van de personen die hij in zijn jeugd had gekend. Ter aanvulling op dat werk dienen: The history of the civil wars in Ireland (Londen, 1721); Clarendon’s state papers (Oxford, 1767-1786); The life of Edward, Earl of Clarendon (3 delen, Oxford, 1761).

## Wetenswaardig
- Edward gebruikte zijn zus Susan Hyde als spion. Toen zij werd ontmaskerd werd ze opgesloten in Lambeth Palace waar ze niet lang daarna stierf. Edward heeft haar nooit genoemd.[21]

- Bibsys: 99064824
- Biblioteca Nacional de Chile: 000449636
- Bibliothèque nationale de France: cb12003876m (data)
- Catàleg d'autoritats de noms i títols de Catalunya: 981058516276106706
- CiNii: DA04054125
- Gemeinsame Normdatei: 118669427
- International Standard Name Identifier: 0000 0001 1020 2720
- KulturNav: 5693057f-4767-4fb2-a0e0-db4e9d6737e4
- Library of Congress Control Number: n50077529
- Nationale Bibliotheek van Tsjechië: ola2002158970
- Nationale bibliotheek van Australië: 35220069
- Nationale Bibliotheek van Israël: 987007259691005171
- Nationale Bibliotheek van Polen: a0000001187247
- Nederlandse Thesaurus van Auteursnamen: 071069720
- Réseau des bibliothèques de Suisse occidentale: 02-A003109013
- SNAC: w6p84snb
- Système universitaire de documentation: 028146247
- Trove: 870577
- Union List of Artist Names: 500319847
- Virtual International Authority File: 4940582
- WorldCat: E39PBJdGPhXw4h8f88h9pTttKd